# Деревний богомол закавказький
Деревний богомол закавказький (Hierodula transcaucasica) — вид справжніх богомолів, поширений на Кавказі, в Ірані, Афганістані, а також на півдні України. Великі комахи, зеленого чи жовтувато-бурого кольору. Належить до багатого видами роду Hierodula, основний ареал якого охоплює Південно-Східну Азію та Австралію.

## Опис
Тіло кремезне, довжиною 6-8 см. Зелені, жовтуваті, бурі. На голові присутній невеликий горбик між основами антен та очима. Задні та середні ноги з шипом на коліні. Шкірясті надкрила повністю покривають кінець черевця, задні крила добре розвинені, прозорі. На передніх крилах видно білувате вічко.
Від богомола звичайного відрізняється відсутністю плями на внутрішній поверхні тазиків передніх ніг та квадратним (а не поперечно-трикутним) лобовим щитком. Від близького виду H. tenuidentata відрізняється наявністю повністю чорних дискоїдальних шипів на передніх стегнах, тоді як H. tenuidentata має шипи, чорні лише на верхівці.
Низка дослідників вважає Hierodula transcaucasica синонімом Hierodula tenuidentata, зокрема через подібність геніталій самців та високу варіабельність забарвлення вказаних шипів.

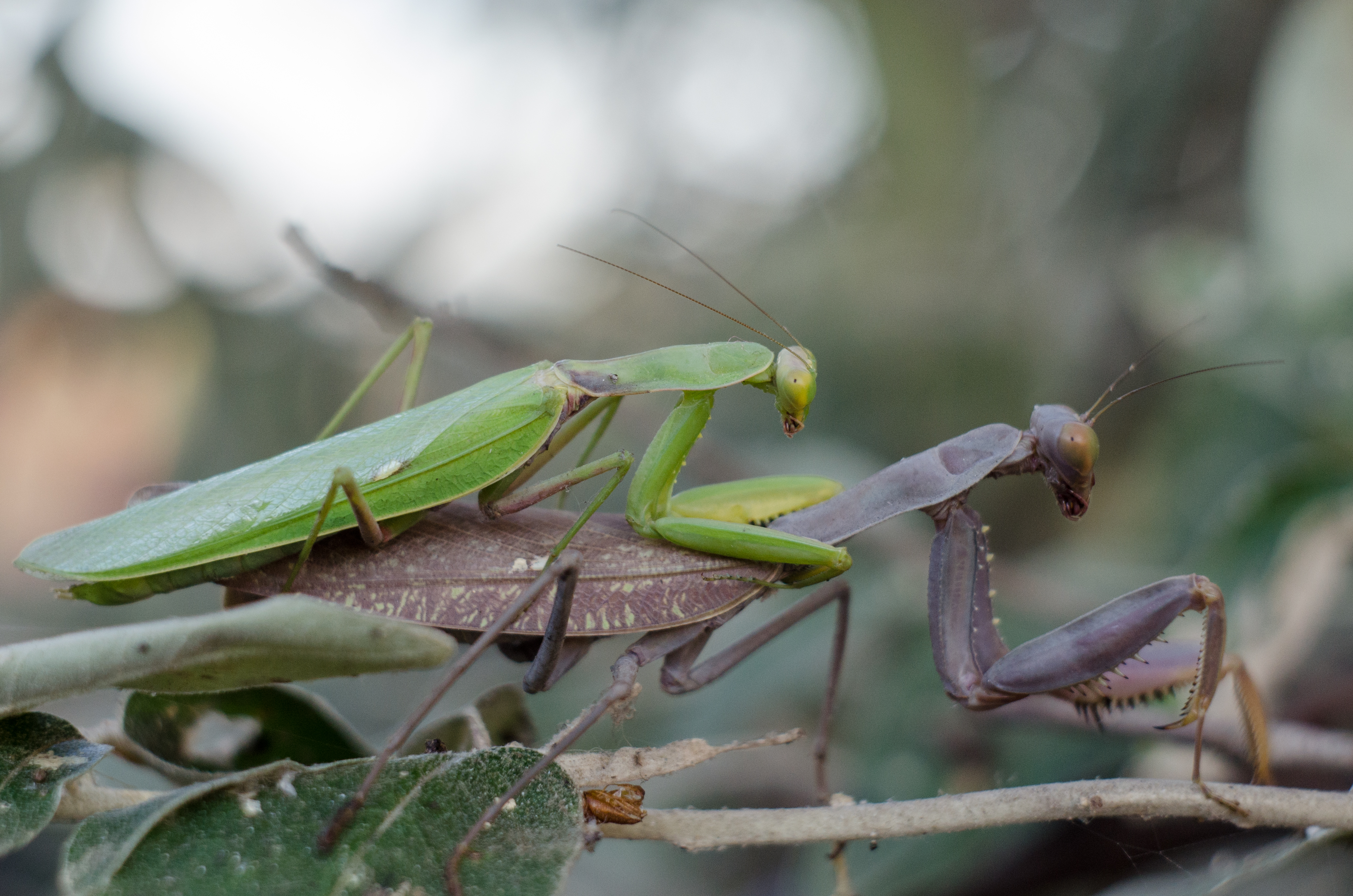
Самець (зелений) і самиця (бура) богомола закавказького

## Спосіб життя
Віддає перевагу деревній чи чагарниковій рослинності, де полює на комах з засідки, приймаючи характерну для більшості богомолів позу «молільника». Імаго добре літає, активно летить на світло. Не конкурує з богомолом звичайним, оскільки мешкає у верхньому ярусі кущів, на деревах тощо, тоді як інший вид надає перевагу трав'янистій рослинності.
В експерименті українські зоологи висадили личинок деревного богомола на калиновий кущ у Фастівському районі за межами ареалу виду влітку 2016 року та виявили, що личинки цілком нормально розвинулися до стадії імаго в кінці літа.

## Поширення
Зустрічається в Грузії, Вірменії, кавказькому регіоні Росії, Ірані, Афганістані, Середній Азії, Туркестані. На території Криму вперше описаний у 1916 році, проте надалі згадок не зустрічалося до початку XXI сторіччя, коли вид став більш-менш звичайним на півострові, поширився до Херсонської області України, а останні роки регулярно спостерігається також у Одеській, Миколаївській, Запорізькій та Дніпропетровський областях. 
На початку XXI століття вид переживає збільшення ареалу. 2018 року вперше виявлений в Албанії, на Криті, а невдовзі й у Болгарії та Греції, зокрема в її континентальній частині та на острові Тасос, а також повідомлялося про наявність богомола в Північній Македонії. У вересні 2018 року понад 30 особин деревного богомола було знайдено на півночі Італії, в провінції Кремона. Станом на 2024 рік його також виявлено в Іспанії, Словенії, Боснії і Герцеговині, Сербії, Хорватії, Німеччині.
Наявність виду також показано для фауни Непалу.